# Summer World University Games 2025/Teilnehmer (Polen)
| Gelbes Symbol für Goldmedaillen mit stilisierten Olympischen Ringen | Graues Symbol für Silbermedaillen mit stilisierten Olympischen Ringen | Braundes Symbol für Bronzemedaillen mit stilisierten Olympischen Ringen |
| ------------------------------------------------------------------- | --------------------------------------------------------------------- | ----------------------------------------------------------------------- |
| 5                                                                   | 11                                                                    | 8                                                                       |

Polen nahm an den Summer World University Games 2025 vom 16. bis zum 27. Juli mit 222 Athleten (128 Männer und 94 Frauen) teil.

## Medaillen

### Medaillenspiegel
| Rang   | Sportart       | Gold | Silber | Bronze | Gesamt |
| ------ | -------------- | ---- | ------ | ------ | ------ |
| 1      | Leichtathletik | 3    | 3      | 1      | 7      |
| 2      | Judo           | 1    | –      | –      | 1      |
| 2      | Volleyball     | 1    | –      | –      | 1      |
| 4      | Schwimmen      | –    | 4      | 3      | 7      |
| 5      | Fechten        | –    | 2      | –      | 2      |
| 6      | Taekwondo      | –    | 1      | 2      | 3      |
| 7      | Rudern         | –    | 1      | 1      | 2      |
| 8      | Bogenschießen  | –    | –      | 1      | 1      |
| Gesamt | Gesamt         | 5    | 11     | 8      | 24     |

### Medaillengewinner
| Name/n | Sportart       | Wettkampf                   |
| --- | -------------- | --------------------------- |
| Gold |                |                             |
| Michał Jędrzejewski | Judo           | Klasse bis 100 kg           |
| Filip Ostrowski | Leichtathletik | 1500 m                      |
| Daniel Sołtysiak Weronika Bartnowska Marcin Karolewski Aleksandra Formella (Finale) Wiktor Wróbel (Vorlauf) Martyna Guzowska (Vorlauf) Patryk Grzegorzewicz (Vorlauf) Kinga Gacka (Vorlauf)       | Leichtathletik | 4 × 400 m Mixed-Staffel     |
| Marcin Karolewski Wiktor Wróbel Maksymilian Szwed Daniel Sołtysiak (Finale) Patryk Grzegorzewicz (Vorlauf)                                                                                        | Leichtathletik | 4 × 400 m Staffel           |
| Antoni Kwasigroch Daniel Popiela Seweryn Lipiński Aliaksei Nasevich Dawid Pawlun Marcel Hendzelewski Remigiusz Kapica Kajetan Kubicki Jordan Zaleszczyk Piotr Śliwka Maciej Czyrek Michał Gierżot | Volleyball     | Männer                      |
| Silber |                |                             |
| Jan Nowak | Fechten        | Florett Einzel              |
| Maciej Bem Mateusz Kwiatkowski Jan Nowak Szymon Pacholczyk | Fechten        | Florett Mannschaft          |
| Maciej Wyderka | Leichtathletik | 800 m                       |
| Magdalena Stefanowicz | Leichtathletik | 100 m                       |
| Weronika Bartnowska Kinga Gacka (Finale) Paulina Kubis (Finale) Aleksandra Formella (Finale) Martyna Guzowska (Vorlauf) Edyta Bielska (Vorlauf) Julia Słocka (Vorlauf)                            | Leichtathletik | 4 × 400 m Staffel           |
| Emilian Jackowiak Jerzy Kaczmarek Kazimir Kujda Tomasz Lewicki Jakub Sobański Bartłomiej Sopoński Oskar Streich Szymon Tomiak Magdalena Ładna (Steuerfrau)                                        | Rudern         | Achter Männer               |
| Dawid Wiekiera | Schwimmen      | 100 m Brust                 |
| Barbara Mazurkiewicz | Schwimmen      | 100 m Brust                 |
| Adela Piskorska Dawid Wiekiera Adrian Jaskiewicz Julia Maik Aleksander Sienkiewicz (Vorlauf) Barbara Mazurkiewicz (Vorlauf) Wiktoria Piotrowska (Vorlauf) Dominik Dudys (Vorlauf)                 | Schwimmen      | 4 × 100 m Lagen Mixed       |
| Barbara Mazurkiewicz Adela Piskorska (Finale) Wiktoria Piotrowska (Finale) Julia Maik (Finale) Natalia Janiszewska (Vorlauf) Gabriela Król (Vorlauf) Aleksandra Polańska (Vorlauf)                | Schwimmen      | 4 × 100 m Lagen Frauen      |
| Szymon Piatkowski | Taekwondo      | Kyorugi -87 kg              |
| Bronze |                |                             |
| Przemysław Konecki | Bogenschießen  | Compoundbogen Einzel Männer |
| Alicja Sielska | Leichtathletik | 110 m Hürden                |
| Barbara Jęchorek Wiktoria Kalinowska | Rudern         | Doppelzweier Frauen         |
| Dawid Wiekiera | Schwimmen      | 50 m Brust                  |
| Dawid Wiekiera | Schwimmen      | 200 m Brust                 |
| Barbara Mazurkiewicz | Schwimmen      | 50 m Brust                  |
| Nikol Lisowska | Taekwondo      | Kyorugi -57 kg              |
| Dagmara Haremza | Taekwondo      | Kyorugi +73 kg              |

## Teilnehmer nach Sportarten

### Badminton
| Männer - Bartłomiej Butkus - Jan Wilczak - Łukasz Cimosz - Andrzej Niczyporuk | Frauen - Julia Piwowar - Daria Zimnol - Anastasia Khomich - Ulyana Volskaya - Weronika Gorniak |

### Basketball

#### Basketball
| Männer - Hubert Lalak - Michał Lis - Aleksander Busz - Jakub Andrzejewski - Kuba Pisla - Wojciech Siembiga - Kacper Gordon - Krzysztof Kempa - Maksymilian Duda - Silas Sunday - Szymon Sobiech | Frauen - Wiktoria Kuczyńska - Julia Piestrzyńska - Klaudia Wnorowska - Magdalena Szymkiewicz - Aleksandra Wojtała - Aleksandra Mielnicka - Zuzanna Kulińska - Anna Winkowska - Kamila Borkowska - Zuzanna Krupa - Ewelina Śmiałek - Bożena Puter |

#### 3×3-Basketball
| Männer - Piotr Lis - Michał Sitnik - Daniel Ziółkowski - Szymon Sobiech | Frauen - Aleksandra Ziemborska - Aleksandra Pszczolarska - Julia Bazan - Marta Stawicka |

### Beachvolleyball
| Männer - Aleksander Czachorowski - Filip Lejawa | Frauen - Małgorzata Ciężkowska - Urszula Łunio |

### Bogenschießen
| Männer - Jakub Bąk - Maksymilian Osuch - Konrad Kupczak - Przemysław Konecki | Frauen - Karina Kozłowska - Maria Małolepsza - Lucja Wesołowska |

### Fechten
| Männer - Piotr Urban - Jan Socha - Jan Kardaszewicz - Wiktor Walach - Jan Nowak - Szymon Pacholczyk - Mateusz Kwiatkowski - Maciej Bem - Marcel Broniszewski - Piotr Szczepanik - Kacper Nowinowski - Konstanty Kutek | Frauen - Oliwia Tercjak - Anna Roskosz - Zofia Janelli - Cecylia Cieślik - Dominika Wasilczuk - Aleksandra Wieczorek - Amelia Olszewska - Antonina Lachman - Zuzanna Porada - Daria Skońieczna - Klaudia Małgrem - Julia Cieślar |

### Judo
| Männer - Michal Jędrzejewski - Igor Błaszczyk - Jakub Pec - Dawid Szulik - Jakub Sordyl | Frauen - Paulina Szlachta - Kinga Klimczak - Karolina Siennicka - Agata Szafran - Kinga Wolszczak |

### Leichtathletik
| Männer - Artur Łęczycki - Olgierd Michniewski - Jakub Bujak - Filip Ostrowski - Łukasz Żok - Adam Bajorski - Wiktor Antosz - Marcin Karolewski - Daniel Sołtysiak - Patryk Krupa - Oliwer Wdowik - Adam Łukomski - Patryk Grzegorzewicz - Maksymilian Szwed - Wiktor Wróbel - Szymon Skalski - Kacper Lewalski - Maciej Wyderka - Damian Rodziak - Adam Ziółkowski - Dawid Piłat - Mateusz Kołodziejski - Marek Mucha - Bartosz Marciniewicz - Filip Kempski - Piotr Gozdziewicz - Wojciech Galik | Frauen - Marika Majewska - Alicja Sielska - Nikola Horowska - Inga Kanicka - Aleksandra Formella - Kinga Gacka - Paulina Kubis - Aleksandra Piotrowska - Emilia Wojtowicz - Weronika Bartnowska - Martyna Guzowska - Edyta Bielska - Julia Słocka - Julia Jaguścik - Weronika Muszyńska - Gabriela Andrukonis - Roksana Jędraszak - Zofia Gaborska - Maja Chamot - Zuzanna Maślana |

### Rudern
| Männer - Cezary Litka (Einer) - Adam Bujnowski (Doppelzweier) - Gustaw Skarżyński (Doppelzweier) - Bartlomiej Sopoński (Achter) - Oskar Streich (Achter) - Kazimir Kujda (Achter) - Szymon Tomiak (Achter) - Jakub Sobański (Achter) - Tomek Lewicki (Achter) - Emilian Jackowiak (Achter) - Jerzy Kaczmarek (Achter) | Frauen - Jessika Sobocińska (Einer) - Wiktoria Kalinowska (Doppelzweier) - Barbara Jechorek (Doppelzweier) - Weronika Ludwiczak (Zweier ohne Steuerfrau) - Anna Potrzuska (Zweier ohne Steuerfrau) - Wiktoria Zawadzka (Vierer ohne Steuerfrau) - Zuzanna Marianna Jasińska (Vierer ohne Steuerfrau) - Wiktoria Lewandowska (Vierer ohne Steuerfrau) - Dominika Gałka (Vierer ohne Steuerfrau) - Magdalena Ładna (Achter, Steuerfrau der Männer) |

### Schwimmen
| Männer - Aleksander Sienkiewicz - Filip Kosiński - Paweł Uryniuk - Adrian Jaśkiewicz - Dawid Wiekiera - Dominik Dudyś - Kacper Klimczak - Filip Suchański - Michał Pruszyński - Paweł Smoliński - Konrad Zieliński | Frauen - Adela Piskorska - Natalia Janiszewska - Julia Maik - Gabriela Król - Barbara Mazurkiewicz - Wiktoria Piotrowska - Aleksandra Polińska - Klaudia Tarasiewicz - Adrianna Szwabińska - Paulina Cierpiałowska |

### Taekwondo
| Männer - Łukasz Jan Nowak - Dominik Papierowski - Bartosz Szukalski - Łukasz Cudnoch - Wiktor Raszkowski - Szymon Piątkowski - Krystian Haremza | Frauen - Alicja Krajewska - Łucja Oleszczuk - Nikol Lisowska - Julia Marta Szpak - Tatiana Tomczak - Dagmara Haremza |

### Tennis
| Männer - Alan Bojarski - Leon Zaorski |

### Tischtennis
| Männer - Artur Grela - Szymon Kolasa - Dawid Michna - Jan Zandecki | Frauen - Anna Brzyska - Ilona Sztwiertnia - Anna Węgrzyn - Katarzyna Węgrzyn |

### Turnen

#### Gerätturnen
| Männer - Kacper Garnczarek |

### Volleyball
| Männer - Antoni Kwasigroch - Daniel Popiela - Seweryn Lipiński - Aliaksei Nasevich - Dawid Pawlun - Marcel Hendzelewski - Remigiusz Kapica - Kajetan Kubicki - Jordan Zaleszczyk - Piotr Śliwka - Maciej Czyrek - Michał Gierżot | Frauen - Agata Plaga - Klaudia Łyduch - Łucja Kuriata - Martyna Kaszyńska - Weronika Gierszewska - Karolina Drużkowska - Barbara Latos - Weronika Szlagowska - Katarzyna Partyka - Sonia Stefanik - Karolina Staniszewska - Natalia Kecher |